# Markéta Mokrošová
Markéta Mokrošová, coniugata Bednářová (Nové Město na Moravě, 17 aprile 1981), è un'ex cestista ceca.
Alta 177 cm, giocava come ala.

## Carriera
Con la Rep. Ceca ha disputato i Giochi olimpici di Pechino 2008, due edizioni dei Campionati mondiali (2006, 2010) e quattro dei Campionati europei (2003, 2005, 2007, 2009).